# De Drie Haringen (Arnhem)
De Drie Haringen is de naam van een van oorsprong middeleeuws pakhuis aan de Rijnstraat in de Nederlandse stad Arnhem. Het pand is waarschijnlijk gebouwd door een lid van het Schonevaardersgilde. Gilden met die naam voerden een wapen dat drie haringen toonde. De huidige gevel stamt uit het begin van de twintigste eeuw, maar bevat een zevental oudere natuurstenen gebeeldhouwde maskers in de trant van Hendrick de Keyser en een gevelsteen met drie haringen. Deze cultuurhistorisch waardevolle gevelelementen staan geregistreerd als rijksmonument.

## Geschiedenis

### St. Petersgasthuis
Het pand kent een lange geschiedenis. Het is een van de oudste panden van Arnhem. De oudste delen stammen uit 1403 en zijn gebouwd met stenen die overbleven van een kerk die bij de grote stadsbrand van 1364 werd verwoest.  Uit dezelfde materialen werd in 1407 het St. Petersgasthuis gebouwd. Dit was een opvangtehuis voor daklozen, wezen en ongehuwde moeders met kinderen. De Drie Haringen deed dienst als bijgebouw van het St. Petersgasthuis. Onder het huidige pand schijnen nog kalkputten en een oude waterput te liggen en onder het pleintje voor het pand lag ooit een oud klinkerweggetje.

### 1900-1962
Rond 1900 verzakten de gevels nadat men begon te heien voor de bouw van een naastgelegen fabriek. De gevels werden bijna geheel vervangen, waarbij men de oorspronkelijke gevelkoppen, gevelstenen en grote luiken terugplaatste. Tot 1932 herbergde De Drie Haringen een leerlooierij.
Vervolgens vestigde zich in het pakhuis de glas- en verfhandel waarvan de naam nu nog op de voorgevel leesbaar is. Hierna deed de locatie gedurende een periode van circa 30 jaar dienst als fietsenstalling.

### Café en studentensociëteit
In de jaren 1970 was in het pand een café gevestigd genaamd 'De Zaag'. In 1987 bouwde de eigenaar enkele appartementen in het pand om die te verhuren, maar al snel daarna ging De Drie Haringen fungeren als sociëteit van studentenvereniging 'Quercus' van hogeschool Larenstein. Na een brand in 1999 raakte het gebouw tijdelijk in onbruik, maar in de introductieweek van 1999 volgde een officiële heropening als sociëteit.